# Municipio de Clermont (Iowa)
El municipio de Clermont (en inglés: Clermont Township) es un municipio ubicado en el condado de Fayette en el estado estadounidense de Iowa. En el año 2010 tenía una población de 894 habitantes y una densidad poblacional de 9,5 personas por km².

## Geografía
El municipio de Clermont se encuentra ubicado en las coordenadas 43°2′15″N 91°39′52″O / 43.03750, -91.66444. Según la Oficina del Censo de los Estados Unidos, el municipio tiene una superficie total de 94.06 km², de la cual 94,06 km² corresponden a tierra firme y (0 %) 0 km² es agua.

## Demografía
Según el censo de 2010, había 894 personas residiendo en el municipio de Clermont. La densidad de población era de 9,5 hab./km². De los 894 habitantes, el municipio de Clermont estaba compuesto por el 98,1 % blancos, el 0,11 % eran afroamericanos, el 0,78 % eran asiáticos, el 0,34 % eran de otras razas y el 0,67 % eran de una mezcla de razas. Del total de la población el 1,57 % eran hispanos o latinos de cualquier raza.